# Temporada 1997-98 de los Portland Trail Blazers
La temporada 1997-98 fue la vigesimoctava de los Portland Trail Blazers en la NBA. La temporada regular acabó con 46 victorias y 36 derrotas, ocupando el sexto puesto de la conferencia Oeste, clasificándose para los playoffs, en los que cayeron en primera ronda ante Los Angeles Lakers.

## Elecciones en elDraft
| Ronda | Puesto | Jugador        | Posición | Nacionalidad   | Universidad |
| ----- | ------ | -------------- | -------- | -------------- | ----------- |
| 1     | 18     | Chris Anstey   | Pívot    | Australia      |             |
| 2     | 48     | Alvin Williams | Escolta  | Estados Unidos | Villanova   |

## Temporada regular
| División Pacífico        | División Pacífico | División Pacífico | División Pacífico | División Pacífico | División Pacífico | División Pacífico | División Pacífico | División Pacífico |
| Equipo                   | G                 | P                 | %                 | PD                | Casa              | Fuera             | Div               |                   |
| ------------------------ | ----------------- | ----------------- | ----------------- | ----------------- | ----------------- | ----------------- | ----------------- | ----------------- |
| y-Seattle SuperSonics    | 61                | 21                | .744              | –                 | 35–6              | 26–15             | 19–5              |                   |
| x-Los Angeles Lakers     | 61                | 21                | .744              | –                 | 33–8              | 28–13             | 16–8              |                   |
| x-Phoenix Suns           | 56                | 26                | .683              | 5                 | 30–11             | 26–15             | 17–7              |                   |
| x-Portland Trail Blazers | 46                | 36                | .561              | 15                | 26–15             | 20–21             | 14–10             |                   |
| Sacramento Kings         | 27                | 55                | .329              | 34                | 21–20             | 6–35              | 6–18              |                   |
| Golden State Warriors    | 19                | 63                | .232              | 42                | 12–29             | 7–34              | 6–18              |                   |
| Los Angeles Clippers     | 17                | 65                | .207              | 44                | 11–30             | 6–35              | 6–18              |                   |

## Playoffs

### Primera ronda
Los Angeles Lakers  vs. Portland Trail Blazers
| Fecha       | Partido                                            | Ciudad    |
| ----------- | -------------------------------------------------- | --------- |
| 24 de abril | Los Angeles Lakers 104, Portland Trail Blazers 102 | Inglewood |
| 26 de abril | Los Angeles Lakers 108, Portland Trail Blazers 99  | Inglewood |
| 28 de abril | Portland Trail Blazers 99, Los Angeles Lakers 97   | Portland  |
| 30 de abril | Portland Trail Blazers 99, Los Angeles Lakers 110  | Portland  |
|             | Los Angeles Lakers gana las series 3-1             |           |

## Estadísticas

### Temporada regular
| Rk | Jugador            | Edad | Pos. | P  | PT | MP   | TC  | TCI  | %TC  | T3  | T3I | %T3  | TL  | TLI | %TL  | RO  | RD  | RT   | AS  | RB  | TAP | BP  | FP  | PTS  |
| -- | ------------------ | ---- | ---- | -- | -- | ---- | --- | ---- | ---- | --- | --- | ---- | --- | --- | ---- | --- | --- | ---- | --- | --- | --- | --- | --- | ---- |
| 1  | Isaiah Rider       | 26   | SG   | 74 | 66 | 37.6 | 7.4 | 17.6 | .423 | 1.8 | 5.7 | .321 | 3.0 | 3.6 | .828 | 1.3 | 3.3 | 4.7  | 3.1 | 0.7 | 0.3 | 2.5 | 2.5 | 19.7 |
| 2  | Rasheed Wallace    | 23   | PF   | 77 | 77 | 37.6 | 6.1 | 11.4 | .533 | 0.1 | 0.5 | .205 | 2.4 | 3.6 | .662 | 1.7 | 4.5 | 6.2  | 2.5 | 1.0 | 1.1 | 2.2 | 3.5 | 14.6 |
| 3  | Damon Stoudamire   | 24   | PG   | 22 | 22 | 36.6 | 4.3 | 11.7 | .364 | 1.2 | 4.5 | .263 | 2.7 | 3.4 | .787 | 1.1 | 2.6 | 3.7  | 8.2 | 1.5 | 0.1 | 2.9 | 1.7 | 12.4 |
| 4  | Kenny Anderson     | 27   | PG   | 45 | 40 | 32.7 | 4.5 | 11.7 | .387 | 1.0 | 3.0 | .353 | 2.5 | 3.2 | .772 | 0.8 | 2.2 | 3.0  | 5.4 | 1.4 | 0.0 | 2.5 | 2.2 | 12.6 |
| 5  | Arvydas Sabonis    | 33   | C    | 73 | 73 | 32.0 | 5.6 | 11.3 | .493 | 0.4 | 1.6 | .261 | 4.4 | 5.5 | .798 | 2.0 | 7.9 | 10.0 | 3.0 | 0.9 | 1.1 | 2.6 | 3.7 | 16.0 |
| 6  | Brian Grant        | 25   | SF   | 61 | 49 | 31.5 | 4.6 | 9.1  | .508 | 0.0 | 0.0 | .000 | 2.8 | 3.7 | .750 | 3.2 | 5.9 | 9.1  | 1.4 | 0.7 | 0.7 | 1.8 | 3.0 | 12.1 |
| 7  | Gary Trent         | 23   | PF   | 41 | 13 | 24.5 | 4.3 | 8.8  | .493 | 0.1 | 0.2 | .444 | 2.8 | 4.0 | .693 | 2.0 | 3.8 | 5.7  | 1.4 | 0.7 | 0.5 | 1.8 | 2.8 | 11.5 |
| 8  | Alvin Williams     | 23   | SG   | 41 | 10 | 21.1 | 2.7 | 5.8  | .458 | 0.2 | 0.6 | .292 | 1.4 | 1.9 | .734 | 0.5 | 1.0 | 1.5  | 2.0 | 0.7 | 0.0 | 1.2 | 1.5 | 6.9  |
| 9  | Stacey Augmon      | 29   | SG   | 71 | 23 | 20.4 | 2.2 | 5.2  | .414 | 0.0 | 0.1 | .143 | 1.3 | 2.2 | .603 | 1.5 | 1.8 | 3.3  | 1.2 | 0.8 | 0.5 | 1.1 | 2.0 | 5.7  |
| 10 | Walt Williams      | 27   | SF   | 31 | 1  | 19.2 | 2.7 | 7.3  | .378 | 1.0 | 2.9 | .344 | 1.9 | 2.1 | .908 | 0.7 | 1.9 | 2.6  | 1.7 | 0.6 | 0.4 | 1.3 | 2.0 | 8.4  |
| 11 | Rick Brunson       | 25   | PG   | 38 | 10 | 16.4 | 1.3 | 3.7  | .348 | 0.6 | 1.6 | .361 | 1.1 | 1.6 | .677 | 0.4 | 1.1 | 1.5  | 2.6 | 0.7 | 0.1 | 1.4 | 1.4 | 4.3  |
| 12 | Gary Grant         | 32   | PG   | 22 | 2  | 16.3 | 2.0 | 4.2  | .462 | 0.3 | 0.9 | .368 | 0.5 | 0.6 | .857 | 0.4 | 1.8 | 2.2  | 3.8 | 0.8 | 0.1 | 1.1 | 1.4 | 4.8  |
| 13 | Vincent Askew      | 31   | SG   | 30 | 5  | 14.8 | 0.6 | 1.8  | .352 | 0.0 | 0.1 | .000 | 0.9 | 1.3 | .718 | 0.7 | 1.6 | 2.3  | 1.3 | 0.6 | 0.2 | 1.2 | 1.3 | 2.2  |
| 14 | John Crotty        | 28   | PG   | 26 | 2  | 14.6 | 1.1 | 3.5  | .322 | 0.2 | 0.8 | .300 | 1.2 | 1.3 | .941 | 0.2 | 1.1 | 1.2  | 2.4 | 0.4 | 0.0 | 1.6 | 1.1 | 3.7  |
| 15 | Kelvin Cato        | 23   | C    | 74 | 8  | 13.6 | 1.3 | 3.1  | .428 | 0.0 | 0.0 | .000 | 1.2 | 1.7 | .688 | 1.2 | 2.2 | 3.4  | 0.3 | 0.4 | 1.3 | 0.6 | 2.2 | 3.8  |
| 16 | Jermaine O'Neal    | 19   | PF   | 60 | 9  | 13.5 | 1.9 | 3.9  | .485 | 0.0 | 0.0 | .000 | 0.8 | 1.5 | .506 | 1.3 | 2.0 | 3.4  | 0.3 | 0.3 | 1.0 | 0.9 | 1.7 | 4.5  |
| 17 | Carlos Rogers      | 26   | PF   | 3  | 0  | 8.3  | 0.7 | 1.3  | .500 | 0.0 | 0.3 | .000 | 0.0 | 0.0 |      | 0.3 | 0.3 | 0.7  | 0.7 | 0.3 | 0.0 | 0.3 | 0.3 | 1.3  |
| 18 | Alton Lister       | 39   | C    | 7  | 0  | 6.3  | 0.4 | 1.1  | .375 | 0.0 | 0.0 |      | 0.0 | 0.0 |      | 0.3 | 1.3 | 1.6  | 0.1 | 0.1 | 0.1 | 0.3 | 1.7 | 0.9  |
| 19 | Sean Higgins       | 29   | SF   | 2  | 0  | 6.0  | 0.0 | 2.5  | .000 | 0.0 | 1.0 | .000 | 0.0 | 0.0 |      | 0.0 | 0.0 | 0.0  | 0.0 | 1.0 | 0.0 | 0.5 | 1.5 | 0.0  |
| 20 | Dontonio Wingfield | 23   | SF   | 3  | 0  | 3.0  | 0.0 | 1.0  | .000 | 0.0 | 0.0 |      | 0.3 | 0.7 | .500 | 0.7 | 0.7 | 1.3  | 0.0 | 0.0 | 0.0 | 0.3 | 0.7 | 0.3  |

### Playoffs
| Rk | Jugador          | Edad | Pos. | P | PT | MP   | TC  | TCI  | %TC  | T3  | T3I | %T3  | TL  | TLI | %TL   | RO  | RD  | RT   | AS  | RB  | TAP | BP  | FP  | PTS  |
| -- | ---------------- | ---- | ---- | - | -- | ---- | --- | ---- | ---- | --- | --- | ---- | --- | --- | ----- | --- | --- | ---- | --- | --- | --- | --- | --- | ---- |
| 1  | Isaiah Rider     | 26   | SG   | 4 | 4  | 41.5 | 7.0 | 16.8 | .418 | 0.3 | 2.8 | .091 | 5.0 | 6.5 | .769  | 1.8 | 3.3 | 5.0  | 4.3 | 1.3 | 0.0 | 4.0 | 2.8 | 19.3 |
| 2  | Damon Stoudamire | 24   | PG   | 4 | 4  | 41.5 | 6.3 | 15.8 | .397 | 2.0 | 5.5 | .364 | 3.3 | 3.3 | 1.000 | 1.5 | 2.8 | 4.3  | 9.5 | 1.3 | 0.3 | 4.0 | 3.3 | 17.8 |
| 3  | Rasheed Wallace  | 23   | PF   | 4 | 4  | 39.3 | 5.8 | 11.8 | .489 | 1.0 | 1.3 | .800 | 2.0 | 4.0 | .500  | 1.8 | 3.0 | 4.8  | 2.8 | 0.5 | 0.5 | 1.3 | 4.0 | 14.5 |
| 4  | Brian Grant      | 25   | SF   | 4 | 4  | 33.8 | 4.8 | 9.0  | .528 | 0.0 | 0.0 |      | 3.8 | 4.5 | .833  | 4.5 | 6.3 | 10.8 | 1.5 | 1.0 | 0.8 | 1.3 | 5.0 | 13.3 |
| 5  | Arvydas Sabonis  | 33   | C    | 4 | 4  | 26.8 | 4.5 | 10.0 | .450 | 0.3 | 0.5 | .500 | 3.0 | 3.5 | .857  | 1.8 | 6.0 | 7.8  | 1.5 | 1.8 | 0.8 | 2.5 | 4.8 | 12.3 |
| 6  | Walt Williams    | 27   | SF   | 4 | 0  | 25.5 | 4.3 | 7.8  | .548 | 2.0 | 3.8 | .533 | 2.8 | 3.5 | .786  | 0.8 | 2.8 | 3.5  | 2.3 | 0.3 | 0.0 | 0.3 | 4.5 | 13.3 |
| 7  | Kelvin Cato      | 23   | C    | 4 | 0  | 14.5 | 2.3 | 4.3  | .529 | 0.0 | 0.3 | .000 | 2.0 | 2.8 | .727  | 0.8 | 2.3 | 3.0  | 0.3 | 0.3 | 1.8 | 1.0 | 3.0 | 6.5  |
| 8  | Stacey Augmon    | 29   | SG   | 4 | 0  | 7.0  | 0.5 | 1.0  | .500 | 0.0 | 0.0 |      | 0.3 | 0.5 | .500  | 0.3 | 0.5 | 0.8  | 0.3 | 0.5 | 0.3 | 0.5 | 0.5 | 1.3  |
| 9  | Gary Grant       | 32   | PG   | 4 | 0  | 6.8  | 0.5 | 1.8  | .286 | 0.3 | 1.0 | .250 | 0.0 | 0.0 |       | 0.5 | 0.8 | 1.3  | 1.8 | 0.3 | 0.3 | 0.5 | 0.5 | 1.3  |
| 10 | Alton Lister     | 39   | C    | 2 | 0  | 5.5  | 0.5 | 1.5  | .333 | 0.0 | 0.0 |      | 0.0 | 0.0 |       | 0.5 | 0.5 | 1.0  | 0.0 | 0.0 | 0.5 | 1.0 | 2.5 | 1.0  |
| 11 | Jermaine O'Neal  | 19   | PF   | 1 | 0  | 3.0  | 0.0 | 3.0  | .000 | 0.0 | 1.0 | .000 | 0.0 | 0.0 |       | 1.0 | 0.0 | 1.0  | 0.0 | 0.0 | 2.0 | 0.0 | 1.0 | 0.0  |